# マルティエル
マルティエル (Martiel) は、フランス南部のアヴェロン県のコミューンである。ヴィルフランシュ＝ド＝ルエルグとは約10km離れており、ロット県との県境が接している。

## 歴史
マルティエルは、元々教会の周囲につくられたカトリック教会の町で、壁に沿って住宅が築かれていた。10世紀にはあったという教会は現在は失われている。現在の教会は15世紀に西側の郊外に築かれ、19世紀に再建されている。

## 人口統計
| 1962年 | 1968年 | 1975年 | 1982年 | 1990年 | 1999年 | 2006年 | 2011年 |
| ------ | ------ | ------ | ------ | ------ | ------ | ------ | ------ |
| 723    | 677    | 635    | 706    | 798    | 823    | 885    | 942    |

参照元:1999年までEHESS、2004年以降INSEE

## 史跡
- ロック・デュー修道院 - 1124年、ダロン修道院からやってきた13人の修道士たちが創設。1162年よりシトー会に入った。1411年に燃え、再建されて要塞化された。
- テンプル騎士団の塔 - 13世紀。
- ドルメン - アヴェイロン県で最もドルメンが集中して存在する地で、55のドルメンがマルティエルにある。